# Mazurowe Skały
Mazurowe Skały lub Mazurowa Góra – skały wznoszące się na zachodnim, opadającym do doliny Trzemeśnianki krańcu grzbietu Trupielca, w miejscowości Trzemeśnia w powiecie myślenickim, województwie małopolskim. Wznoszą się tuż nad prawym brzegiem potoku Zasanka, przy szosie Droginia – Trzemeśnia – Wiśniowa i są z tej drogi widoczne. W regionalizacji Polski według Jerzego Kondrackiego Mazurowa Góra znajduje się na Pogórzu Wiśnickim.
Jest to nieczynny już kamieniołom. Dawniej wydobywano z niego twardy piaskowiec istebniański, zabarwiony rdzawo związkami żelaza. Zbudowane z niego są skałki i ostańce w okolicznych wzniesieniach Pogórza Wiśnickiego. Na ścianie tego kamieniołomu czasami wspinają się amatorzy wspinaczki skalnej i boulderingu. Wytyczyli na nich kilka dróg wspinaczkowych o trudności od IV do VI.4 w skali polskiej (drogi wspinaczkowe) lub 6a do 7c w skali francuskiej (boulderingowe). Na czterech drogach zamontowano stałe punkty asekuracyjne w postaci nowych ringów, dwie obite są starymi ubezpieczeniami, a jedna z nich to droga sztuczna.

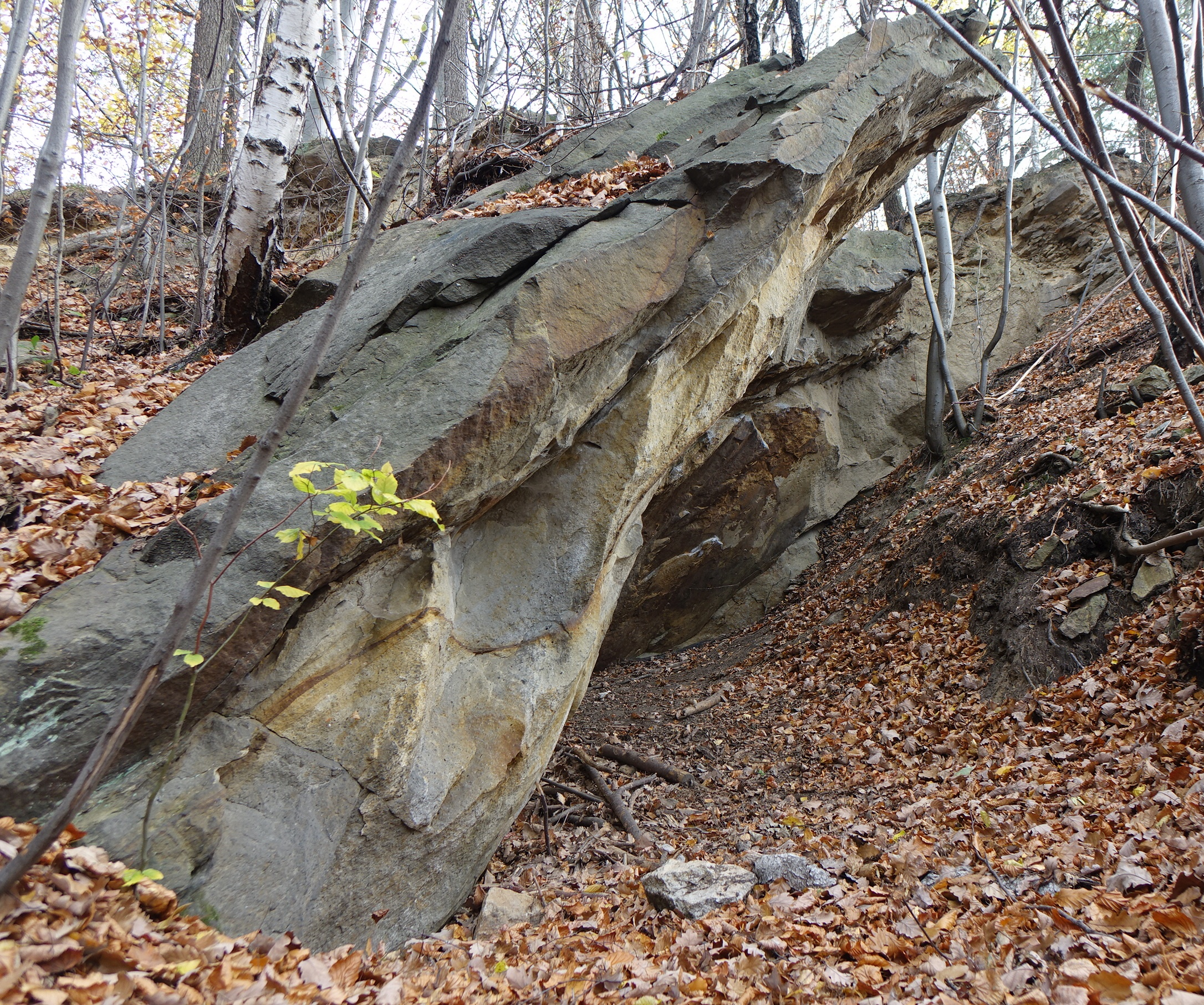
Pochylnia
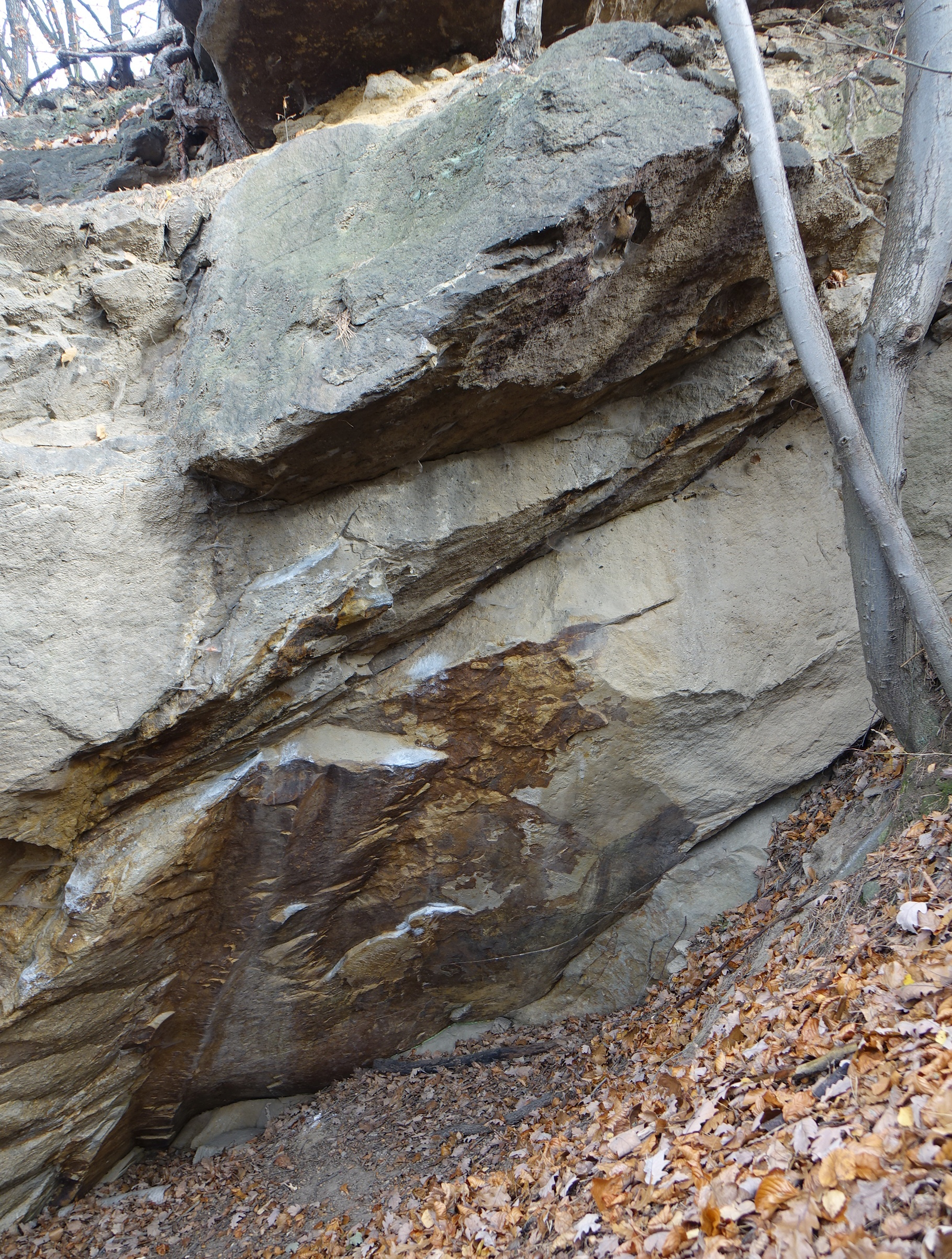
Pochylnia
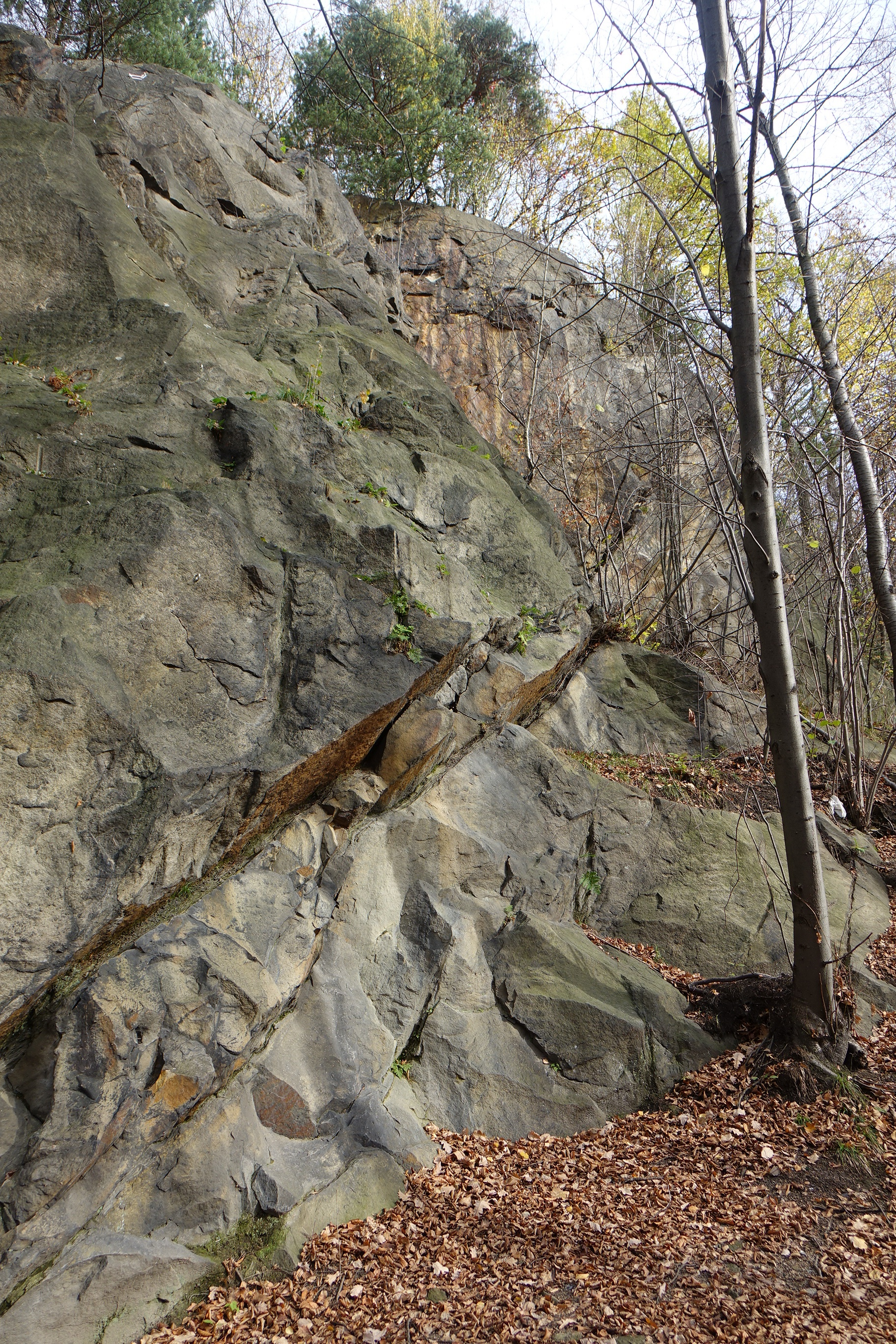
Mazurowa
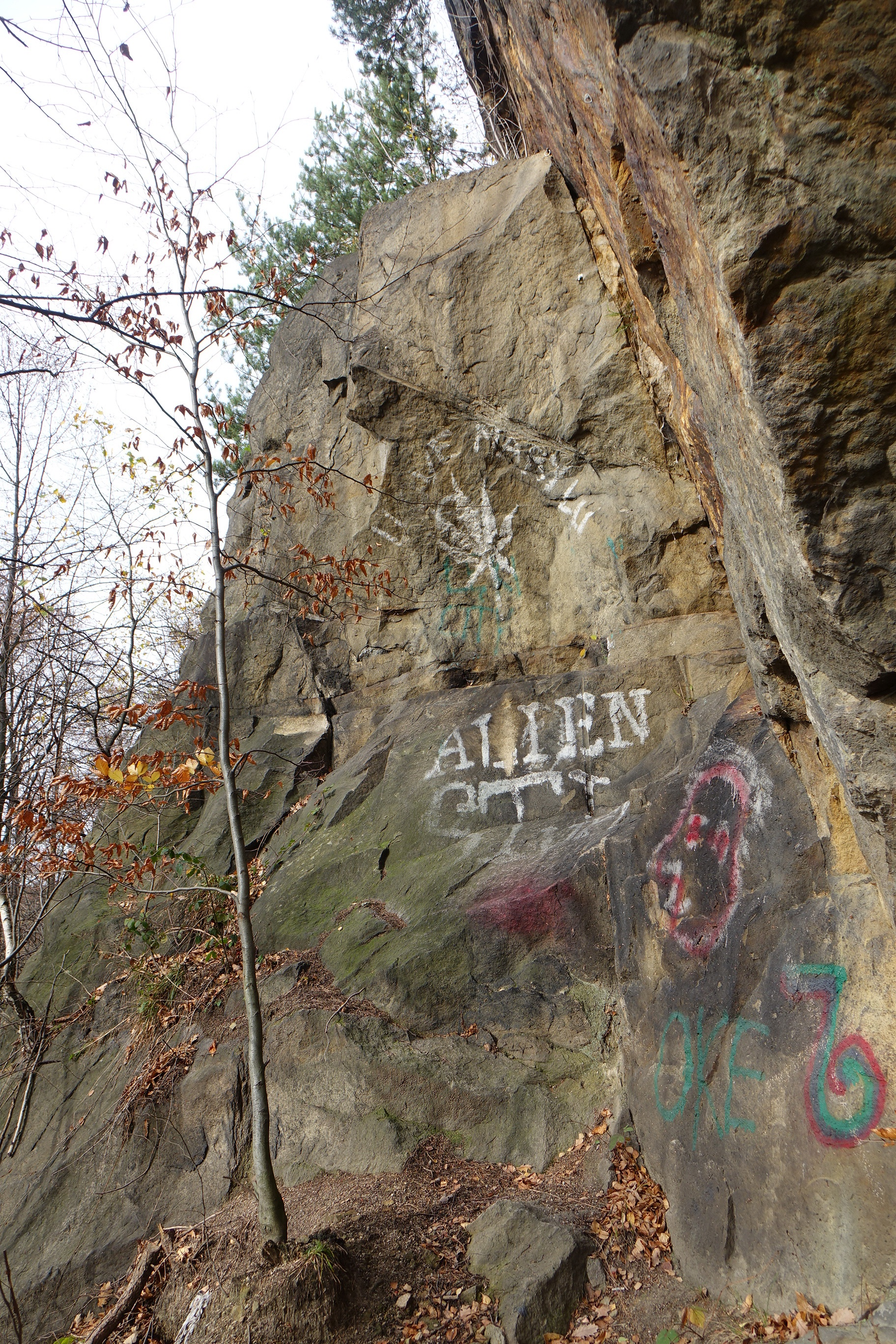
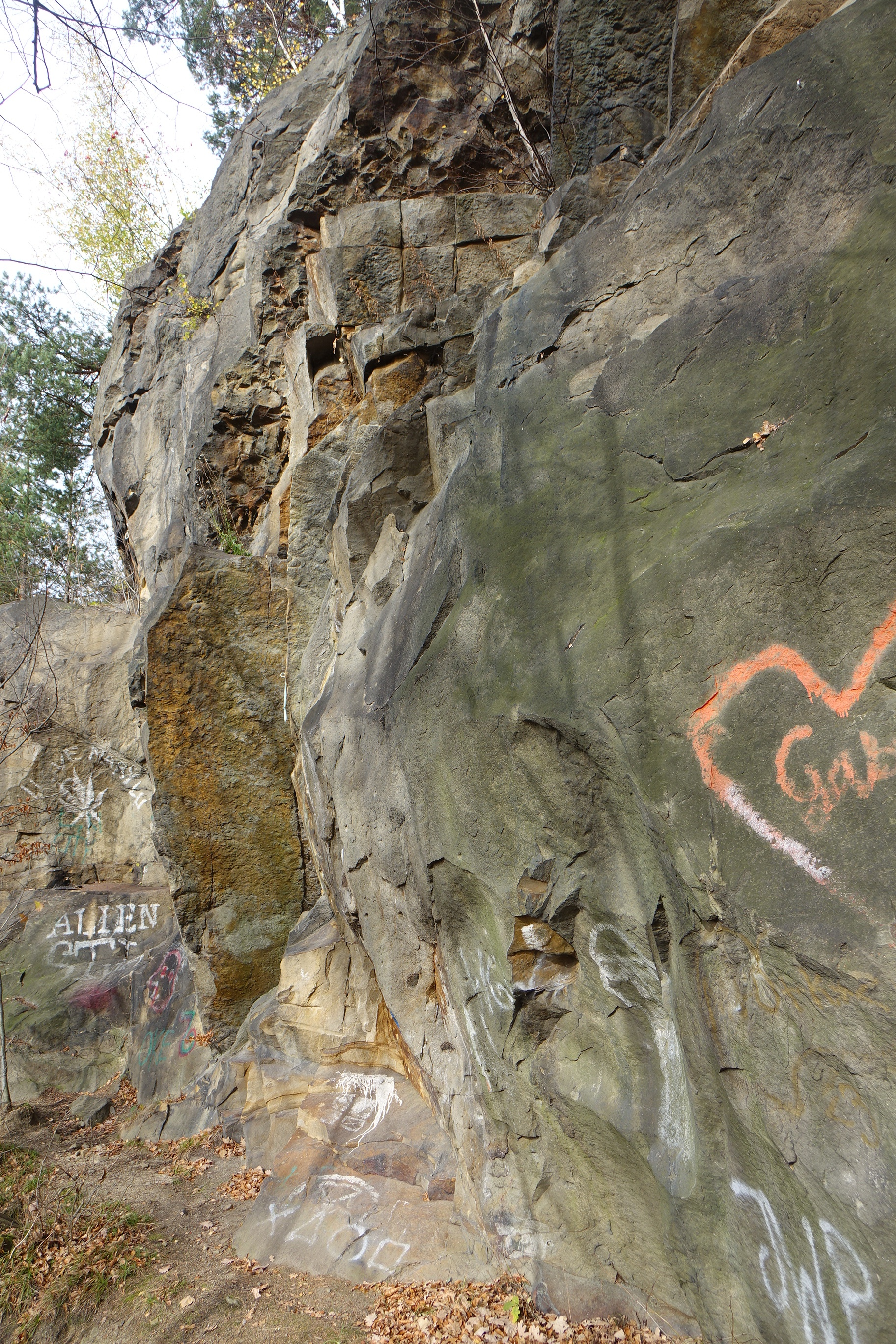
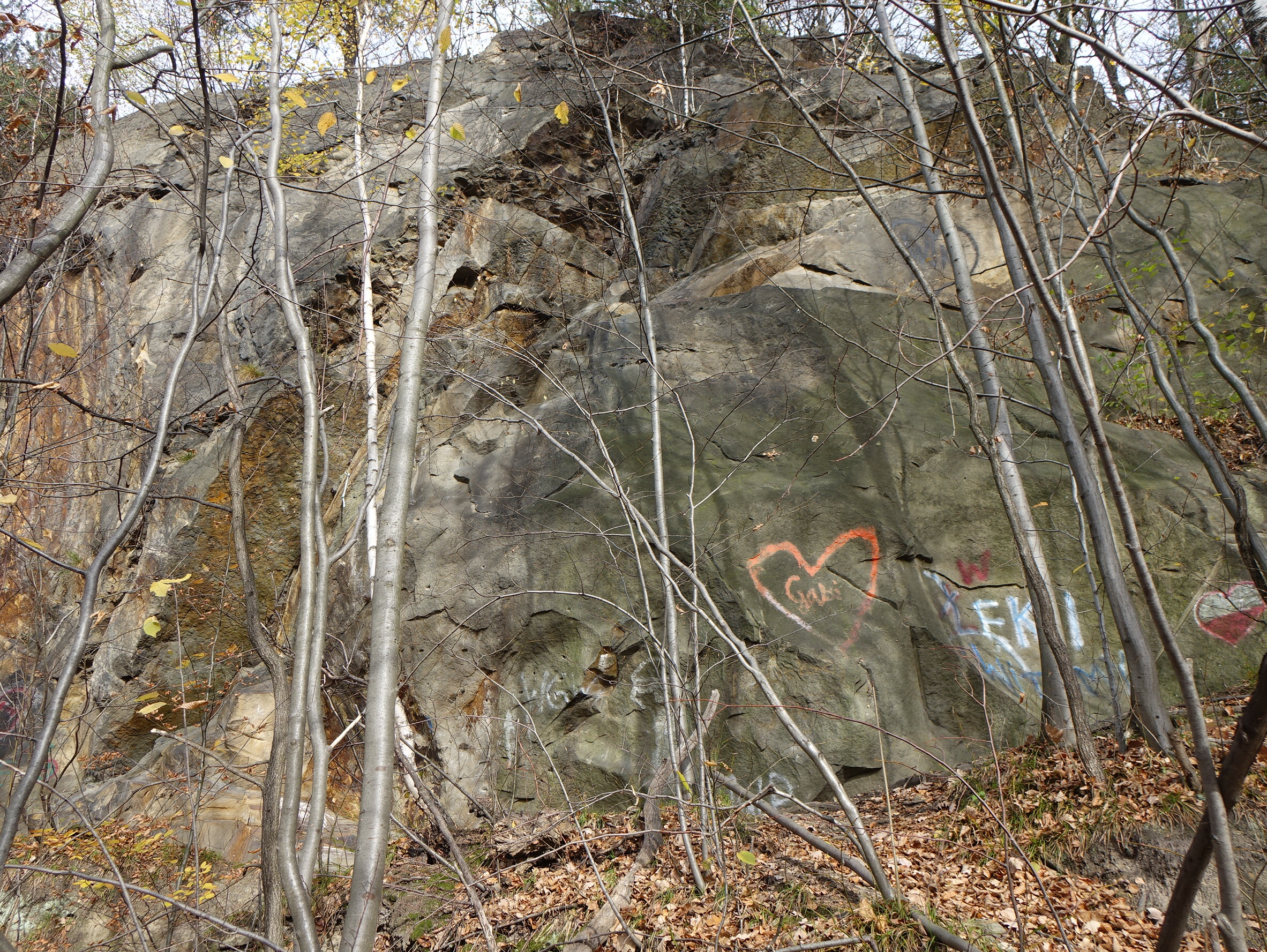
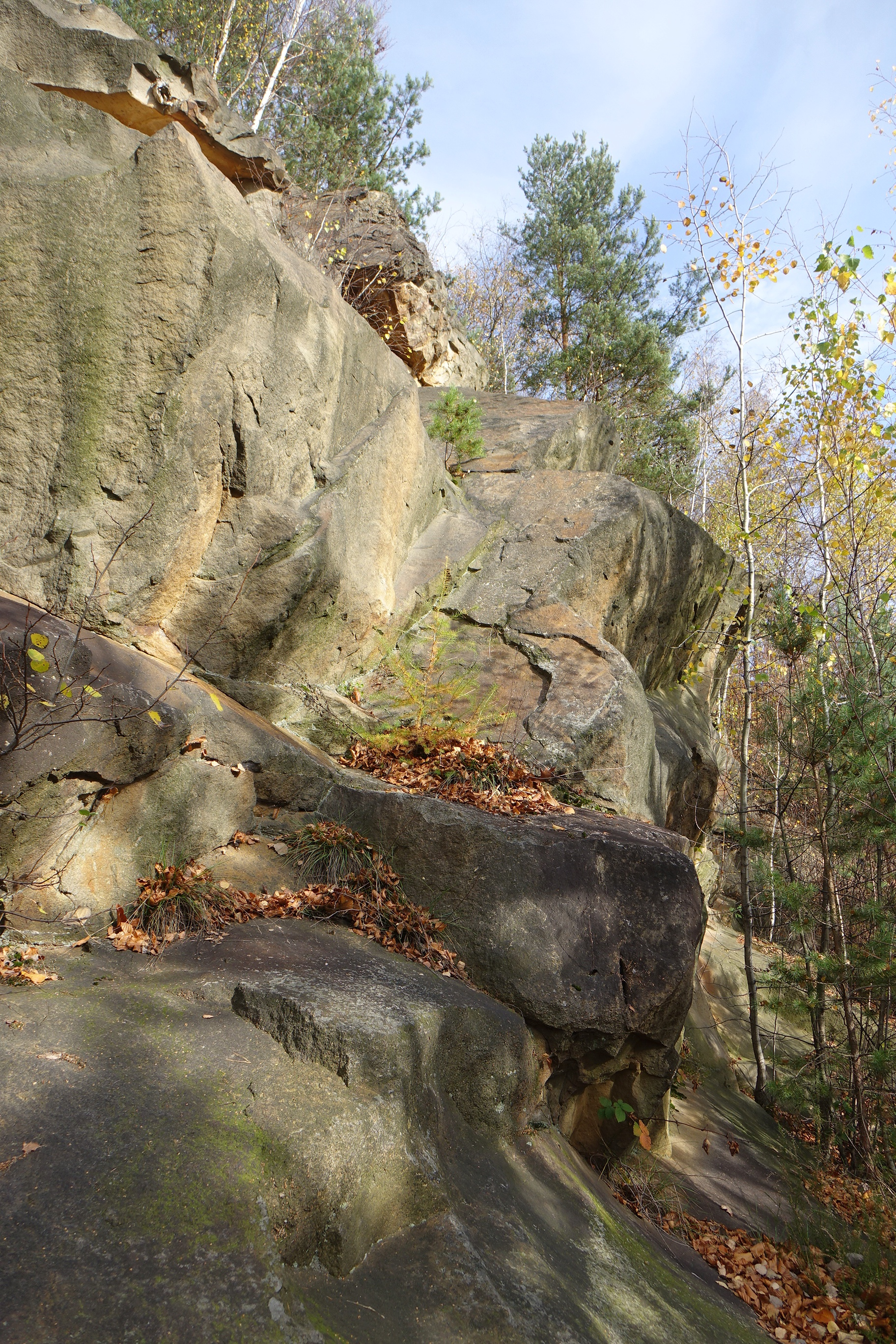

W grupie Mazurowych Skał wyróżnia się trzy skały: Mazurowa, Kuta Ścianka i ukryta Pochylnia. Najtrudniejsze drogi są na ukrytej Pochylni. Start do boulderingu z pozycji stojącej lub siedzącej:

Mazurowa
1. Bez nazwy: VI+
2. Bez nazwy; IV+
3. Bez nazwy; IV
4. Bez nazwy; V+
5. Bez nazwy; VI.4?
6. Bez nazwy; VI+

Kuta Ścianka
1. Dziurki; 6b
2. Ortolan; 7a
3. Uroboros; 6c
4. Grubodziób; 7a
5. Edyp; 7a
6. Harlequin; 6b
7. Rogaś; 6b
8. Orion; 6c
9. Bombastik; 6a

Pochylnia
1. Rejs; 6c
2. Dzikość serca; 6c
3. Ninjah; 7c
4. Trawers; 6b
5. Bez nazwy; 7b